# Ian MacKaye
Ian Thomas Garner MacKaye, född 1962 i Washington D.C., USA, är en amerikansk musiker. MacKaye är mest känd som sångare och gitarrist i rockbandet Fugazi och sångare i det inflytelserika hardcorebandet Minor Threat. Han har även varit medlem i banden Embrace, The Evens och Skewbald. MacKaye driver sedan 1981 det oberoende skivbolaget Dischord Records tillsammans med Jeff Nelson.

## Diskografi (urval)
Med The Teen Idles
- Minor Disturbance, 7" EP (1981)
- Teen Idles, EP (1980 demos) (1996)
- 20 Years of Dischord (samlingsalbum div. artister) (2002)

Med Minor Threat
- Minor Threat (1981)
- In My Eyes (1981)
- Flex Your Head (1982)
- Out of Step (1983)
- Minor Threat (1984)
- Dischord 1981: The Year in 7"s (1985)
- Salad Days (1985)
- Complete Discography (1989)
- 20 Years of Dischord (samlingsalbum div. artister) (2002)
- First Demo Tape (2003)
- Left of the Dial: Dispatches from the '80s Underground (2004)
- American Hardcore: The History of American Punk Rock 1980–1986 (div.artister) (2006)

Med Skewbald/Grand Union
- Skewbald/Grand Union, 7" EP (inspelad 1981) (1991)
- 20 Years of Dischord (samlingsalbum div. artister) (2002)

Med Egg Hunt
- "Me and You" / "We All Fall Down", 7" singel (1986)

Med Embrace
- Embrace (1987)
- 20 Years of Dischord (samlingsalbum div. artister) (2002)

Med Pailhead
- "I Will Refuse" / "No Bunny", 7" och 12" singel (1987)
- "Man Should Surrender" / "Anthem", 7" singel (1988)
- "Don't Stand in Line" / "Ballad", 7" singel (1988)
- Trait, 12 EP (med Pailhead's två sista singlar) och CD (med alla 3 singlar) (1988)

Med Fugazi
- Fugazi EP (1989)
- Margin Walker EP (1989)
- State of the Union (1989)
- 13 Songs (1989)
- 3 Songs EP (1990)
- Repeater (1990)
- International Pop Underground Convention (div. artister) (1991)
- Steady Diet of Nothing (1991)
- In on the Kill Taker (1993)
- Red Medicine (1995)
- End Hits (1998)
- Instrument Soundtrack (1999)
- The Argument (2001)
- Furniture EP (2001)
- 20 Years of Dischord (samlingsalbum div. artister) (2002)
- Fugazi Live Series (2004)
- Short. Fast. Loud. (2006)
- First Demo (2014)

Med The Evens
- The Evens (2005)
- Get Evens (2006)
- The Odds (2012)